# Бужин (Підляське воєводство)
Бужин (пол. Burzyn) — село в Польщі, у гміні Єдвабне Ломжинського повіту Підляського воєводства.
Населення — 80 осіб (2011).
У 1975—1998 роках село належало до Ломжинського воєводства.

## Демографія
Демографічна структура станом на 31 березня 2011 року:
|          | Загалом | Допрацездатний вік | Працездатний вік | Постпрацездатний вік |
| -------- | ------- | ------------------ | ---------------- | -------------------- |
| Чоловіки | 40      | 10                 | 29               | 1                    |
| Жінки    | 40      | 4                  | 24               | 12                   |
| Разом    | 80      | 14                 | 53               | 13                   |